# Something There Is About You
Something There Is About You – piosenka skomponowana przez Boba Dylana, nagrana przez niego w listopadzie 1973, wydana na albumie Planet Waves w styczniu oraz jako singel w marcu 1974.

## Historia i charakter utworu
Piosenka ta została nagrana na 4. sesji do albumu Planet Waves 6 listopada 1973 w The Village Recorder Studio B w Los Angeles w stanie Kalifornia. Innymi piosenkami sesji były: „On a Night Like This” (odrzut) i „Tough Mama”, „Hazel”.
Piosenka ta, należąca (tak jak „Hazel”) do refleksyjnych, rozpatrujących przeszłość Dylana utworów albumu, cofa słuchacza do okresu pobytu artysty w Duluth. W kompozycji tej pojawia się tajemnicza kobieta z tego okresu.
Mimo że ta ballada jest jednym z najbardziej zapamiętywanych utworów albumu, krytycy nie poświęcali jej zbyt wiele miejsca. Również jako singiel nie cieszyła się powodzeniem, chociaż ówczesne, pierwsze od 8 lat tournée Dylana powinno wzbudzić zainteresowanie nowym singlem.

## Muzycy
Sesja 4.
- Bob Dylan – gitara, harmonijka, śpiew
- Robbie Robertson – gitara
- Richard Manuel – pianino, perkusja
- Rick Danko – gitara basowa
- Garth Hudson – organy, akordeon
- Levon Helm – perkusja

## Dyskografia
Singiel
- „Something There Is About You”/„Going, Going, Gone” (Asylum 11035)

## Listy przebojów
| Rok         | Singel                         | Lista              | Pozycja |
| ----------- | ------------------------------ | ------------------ | ------- |
| Marzec 1974 | „Something There Is About You” | Billboard. Hot 100 | 107     |